# Vento apparente
Il vento apparente è quel particolare vento percepito da un osservatore in movimento; in condizioni di aria ferma, esso possiede intensità proporzionale e direzione opposte a quella del movimento. In presenza di vento reale, il vento apparente è la somma vettoriale del vento prodotto dall'avanzamento e del vento reale.

## Navigazione a vela
Nella navigazione a vela il vento apparente ha grande importanza perché è in relazione all'intensità e direzione di questo che vengono regolate le vele per seguire una rotta prescelta. Poiché il vento apparente è quello che effettivamente agisce sull'imbarcazione, la sua velocità può essere misurata con l'anemometro di bordo. La strumentazione moderna consente anche di calcolare la velocità del vento reale quando sono conosciute la velocità della barca e del vento apparente.
I vettori delle velocità che concorrono al vento apparente sono rappresentati nel disegno, dal quale si può dedurre che il vento apparente coincide con il vento reale solo quando l'imbarcazione è ferma rispetto al fondo marino, mentre all'aumentare della velocità dell'imbarcazione il vento apparente si discosta sempre più dal vento reale per avvicinarsi al vento di avanzamento.
Poiché è il vento apparente ad incidere sulla velatura ne consegue che la navigazione con vento in poppa è la meno efficace, poiché all'aumentare della velocità dell'imbarcazione corrisponde una proporzionale diminuzione dell'intensità del vento che agisce sulle vele. Infatti su di un qualsiasi mezzo che si muovesse ad una velocità sempre più vicina a quella del vento reale e nella stessa esatta direzione, la percezione di vento apparente tenderebbe ad annullarsi, e quindi anche la spinta sulla vela.
Per il motivo sopra enunciato una imbarcazione a vela in procinto di raggiungere un punto (boa) posto sottovento rispetto alla propria posizione avrà maggiore velocità di avvicinamento all'oggetto non percorrendo la rotta più breve e con vento in poppa, bensì bordeggiando in modo tale da mantenere un angolo con la direzione del vento apparente più favorevole alla efficacia della velatura. È questo il tipo di navigazione che cerca una imbarcazione in regata, in un percorso a bastone e al momento di affrontare il lato di poppa.
Alcune imbarcazioni a vela, in particolare multiscafi o tavole a vela, generando con l'avanzamento un notevole vento apparente, possono navigare a velocità superiori anche di 2 3 volte quella del vento reale presente in quel momento. Gli scafi moderni possono superare la velocità del vento reale anche nelle andature di bolina. Il vento apparente, infatti, in termini di velocità aumenta in rapporto con la velocità della barca che dovrà continuare a poggiare, ovvero ad aumentare l'angolo tra la sua rotta e la direzione del vento reale. Con l'aumento del vento apparente si incrementa pure la velocità della barca che dovrà continuare a poggiare aumentando, però, la sua velocità. Questo incremento si fermerà quando si raggiungerà l'equilibrio tra la forza del vento e la resistenza all'avanzamento dello scafo, quella aerodinamica e soprattutto quella idrodinamica. Nelle vecchie barche questa possibilità di navigare di bolina ad una velocità superiore a quella del vento non era possibile per le forme dello scafo ma soprattutto per i materiali impiegati che rendevano la costruzione notevolmente più pesante di quella di un corrispondente scafo moderno realizzato con materiali compositi come la fibra di carbonio. Questa differenza è molto maggiore nel caso di scafi a vela, detti foiling, che riescono a navigare rialzati su ali immerse secondo il principio usato da un aliscafo. Anche alcuni mezzi di terra a propulsione velica, vedasi le slitte sul ghiaccio a vela, che, oltretutto subiscono una notevole minore resistenza all'avanzamento rispetto ad un'imbarcazione in acqua, possono ancor più facilmente raggiungere velocità superiori a quelle del vento reale.

## Navigazione aeronautica
Nei velivoli il vento apparente assume importanza nelle fasi di decollo e di atterraggio, consentendo di ottenere adeguata portanza con minore velocità di avanzamento.